# Tyrolimnas anthraconesa
Tyrolimnas anthraconesa är en fjärilsart som beskrevs av Edward Meyrick 1934. Tyrolimnas anthraconesa ingår i släktet Tyrolimnas och familjen praktmalar, Oecophoridae. Inga underarter finns listade i Catalogue of Life.